# Победное (Орловская область)
Побе́дное — деревня в Залегощенском районе Орловской области России. Административный центр Прилепского сельского поселения.

## География
Деревня находится в центральной части Орловской области, в лесостепной зоне, в пределах центральной части Среднерусской возвышенности, при автодороге 54К-108, на расстоянии примерно 18 км (по прямой) к северо-западу от посёлка городского типа Залегощь, административного центра района. Абсолютная высота — 256 м над уровнем моря.

### Часовой пояс
Деревня Победное, как и вся Орловская область, находится в часовой зоне МСК (московское время). Смещение применяемого времени относительно UTC составляет +3:00.

## Население
| 2002 | 2010 |
| ---- | ---- |
| 114  | ↗115 |

### Половой состав
По данным Всероссийской переписи населения 2010 года в гендерной структуре населения мужчины составляли 45,2 %, женщины — соответственно 54,8 %.

### Национальный состав
Согласно результатам переписи 2002 года, в национальной структуре населения русские составляли 82 % из 114 чел.